# Nupserha strigicollis
Nupserha strigicollis är en skalbaggsart som beskrevs av Leon Fairmaire 1893. Nupserha strigicollis ingår i släktet Nupserha och familjen långhorningar.
Artens utbredningsområde är Kenya. Inga underarter finns listade i Catalogue of Life.